# Démographie de Cuba
Cet article contient des statistiques sur la démographie de Cuba.

## Évolution de la population

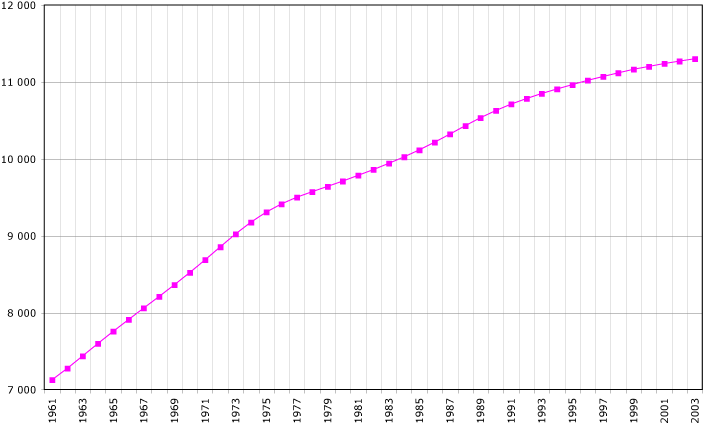
Évolution démographique.

Le recensement le plus récent a été mené en septembre 2012. La population de Cuba en 2012 est de 11,1 millions d'habitants. La densité est de 100,7 habitants par kilomètre carré, et l'espérance de vie est de 78,0 ans. La population de Cuba a toujours augmenté à l'exception du dernier recensement, qui montre une baisse de 10 000 habitants par rapport à 2002. Depuis 1950, le taux de natalité de Cuba a toujours dépassé le taux de mortalité. L'accroissement naturel est toujours positif, mais Cuba est dans la quatrième étape de sa transition démographique, avec un vieillissement accéléré de sa population. L'âge médian est de 39,5 ans, et le ratio des genres est de 0,99 homme pour une femme.
Cuba est habitée principalement par des Blancs (64,1 %) et des Métis (26,6 %), ainsi que par des Noirs (9,3 %).

## Natalité et mortalité

### De 1950 à 2020
Le taux de fécondité passe de 4,8 naissances par femme en 1950 à 1,6 en 2020 . À ce rythme Cuba se situera, en 2050, au neuvième rang mondial pour la population âgée. Les autorités cubaines prennent, en 2017, plusieurs mesures pour favoriser la natalité. Ainsi il est prévu de rémunérer d'autres membres de la famille pour assurer la garde des enfants, une réduction de 50 % des frais de scolarité, pour les familles nécessiteuses qui ont deux enfants ou plus .
La mortalité a fortement diminué entre 1950 et 2005 (- 3,9 points), mais elle a légèrement augmenté entre 1990 et 2005.
Le taux de mortalité infantile est passé de 80,6 pour mille naissances vivantes en 1950-1955 à 7,3 en 2000-2005.
L'espérance de vie s'est améliorée entre 1950 et 2005. Aujourd'hui, elle est de 78 ans à la naissance. Cuba est néanmoins dépassée en Amérique par les Antilles françaises, les Îles Vierges américaines, le Costa Rica, le Chili et le Canada, dont l'espérance de vie dépasse 78 ans.
| Années    | Natalité (pour 1000 habitants) | Mortalité (pour 1000 habitants) | Espérance de vie moyenne (à la naissance en années) |
| --------- | ------------------------------ | ------------------------------- | --------------------------------------------------- |
| 1950-1955 | 29,7                           | 11,1                            | 59,5                                                |
| 1960-1965 | 35,1                           | 8,8                             | 64,5                                                |
| 1970-1975 | 26,7                           | 6,5                             | 71                                                  |
| 1980-1985 | 16,2                           | 6,4                             | 73,9                                                |
| 1990-1995 | 14,9                           | 6,8                             | 75,3                                                |
| 2000-2005 | 11,7                           | 7,2                             | 78                                                  |

### Évolution récente
| Année | Naissances | Décès  | Taux de natalité (pour 1000 habitants) | Taux de mortalité (pour 1000 habitants) | Taux de fécondité (enfants par femme) |
| ----- | ---------- | ------ | -------------------------------------- | --------------------------------------- | ------------------------------------- |
| 2007  | 112 472    | 81 927 | 10,0                                   | 7,3                                     | 1,43                                  |
| 2008  | 122 569    | 86 423 | 10,9                                   | 7,7                                     | 1,59                                  |
| 2009  | 130 036    | 86 940 | 11,6                                   | 7,7                                     | 1,70                                  |
| 2010  | 127 746    | 91 065 | 11,4                                   | 8,1                                     | 1,69                                  |
| 2011  | 133 067    | 87 044 | 11,8                                   | 7,7                                     | 1,77                                  |
| 2012  | 125 674    | 89 372 | 11,3                                   | 8,0                                     | 1,69                                  |
| 2013  | 125 880    | 92 273 | 11,2                                   | 8,2                                     | 1,71                                  |
| 2014  | 122 643    | 96 312 | 10,9                                   | 8,6                                     | 1,68                                  |

Source : Oficina Nacional de Estadísticas 

## Migration et composition ethnique
Deux millions de Cubains, soit 11 % de la population du pays, vivent en exil, à l'extérieur de l'île. Entre 50 000 et 80 000 Cubains émigrent chaque année aux États-Unis de façon illégale. D’après le recensement de 2002, 65 % des Cubains sont blancs, 10 % sont noirs et 25 % mulâtres ; des chiffres contestés par de nombreux chercheurs qui estiment la proportion réelle de Cubains noirs et métis à 50 % de la population. Selon un chercheur au Centre d'études des États-Unis (Esteban Morales), la discrimination des Noirs s’est accentuée à Cuba à partir des années 1990. Ces inégalités sont en particulier alimentées par les remesas (argent que les émigrés envoient à leur famille), 83,5 % des exilés étant blancs.
Environ 50 000 descendants d'immigrants arabes vivent à Cuba. De nos jours, l'île accueille des réfugiés fuyant les guerres en Syrie et au Yémen.

## Santé
Avec un budget de santé très faible, mais un taux très élevé de médecins par habitant (6 pour 1 000) ainsi qu'un large programme de vaccination obligatoire, Cuba a une couverture santé de la population comparable aux grandes puissances industrielles. Son taux de mortalité infantile en 2013 était ainsi de 4,76 pour 1 000 naissances, soit le tiers de celui du Mexique et un taux meilleur qu'aux États-Unis (5,9 pour 1 000). L'espérance de vie, tant masculine que féminine, est de 78 ans, comparable à celle des États-Unis. Cela n'empêche pas quelques points faibles, notamment en matière de maladies psychiatriques et de suicides. Cuba détient en effet le record du taux de suicides en Amérique latine, comme l’indiquent un rapport de l’Organisation mondiale de la santé couvrant les années 1963 à 1996 et un autre de l’Organisation panaméricaine de la santé pour la période 2000-2005. Au cours de ces cinq années, en moyenne 18,1 suicides annuels pour 100 000 habitants ont été enregistrés à Cuba, devant les 15,9 du second, l’Uruguay, et très loin du taux de suicide de pays pourtant aussi peu privilégiés que le Pérou (2,3) et le Guatemala (1,9).
| Années | Nombre d'habitants pour un médecin | Lits d'hôpitaux (pour 1000 habitants) | Dépenses publiques de santé |
| ------ | ---------------------------------- | ------------------------------------- | --------------------------- |
| 1970   | 1385                               | 6,8                                   | n.d.                        |
| 1980   | 637                                | 5,5                                   | n.d.                        |
| 1990   | 275                                | 7,4                                   | 4,8                         |
| 2000   | 170                                | 6,5                                   | 6                           |
| 2003   | 166                                | 6,2                                   | 6,3                         |

## Sources
1. ↑  Indicateurs du World-Factbook publié par la CIA.
2. ↑  Le taux de variation de la population 2018 correspond à la somme du solde naturel 2018 et du solde migratoire 2018 divisée par la population au 1er janvier 2018.
3. ↑  Indicateurs du World-Factbook publié par la CIA.
4. ↑  L'indicateur conjoncturel de fécondité (ICF) pour 2018 est la somme des taux de fécondité par âge observés en 2018. Cet indicateur peut être interprété comme le nombre moyen d'enfants qu'aurait une génération fictive de femmes qui connaîtrait, tout au long de leur vie féconde, les taux de fécondité par âge observés en 2018. Il est exprimé en nombre d’enfants par femme. C’est un indicateur synthétique des taux de fécondité par âge de 2018.
5. ↑  Indicateurs du World-Factbook publié par la CIA.
6. ↑   Le taux de natalité 2018 est le rapport du nombre de naissances vivantes en 2018 à la population totale moyenne de 2018.
7. ↑  Indicateurs du World-Factbook publié par la CIA.
8. ↑   Le taux de mortalité 2018 est le rapport du nombre de décès, au cours de 2018, à la population moyenne de 2018.
9. ↑  Indicateurs du World-Factbook publié par la CIA.
10. ↑  Le taux de mortalité infantile est le rapport entre le nombre d'enfants décédés à moins d'un an et l'ensemble des enfants nés vivants.
11. ↑  L'espérance de vie à la naissance en 2018 est égale à la durée de vie moyenne d'une génération fictive qui connaîtrait tout au long de son existence les conditions de mortalité par âge de 2018. C'est un indicateur synthétique des taux de mortalité par âge de 2018.
12. ↑  L'âge médian est l'âge qui divise la population en deux groupes numériquement égaux, la moitié est plus jeune et l'autre moitié est plus âgée.
13. ↑  Cuba - Indice synthétique fécondité Knoema (en)
14. ↑  La natalidad no es solo cuestión de recursos 14ymedio, 15 février 2017
15. 1 2 3  D'après les données du Statistical Yearbook for Latin America and the Caribbean, Economic Commission for Latin America and the Caribbean, United Nations, 2005, [lire en ligne]
16. ↑  Voir le tableau comparatif de l'INED, [lire en ligne]
17. ↑  Collectif, Charles Ronsac (dir.), Le livre noir du communisme, Robert Laffont, 2000,  (ISBN 2-221-08861-1), p.777
18. 1 2  Mauricio Vicent, « CUBA •  La révolution n'a pas eu raison du racisme », dans El Pais, cité dans Courrier international du 19-11-2008, [lire en ligne]
19. ↑  Racisme à Cuba: du tabou au retour?, Laura Hunter, 18 aout 2017
20. ↑  La vie cachée des Arabes de Cuba, Middle East Eye, 1 septembre 2019
21. 1 2 3 4   Richard Stone, Graying Cuba strains socialist safety net, Science, Science 15 May 2015:Vol. 348 no. 6236 p. 750 , DOI: 10.1126/science.348.6236.750
22. ↑  En pourcentage du PNB à prix constants